# Hespérides Hill
Der Hespérides Hill (bulgarisch Хълм Хесперидес Chalm Chesperides) ist ein 94 m hoher, gebirgskammähnlicher und in den antarktischen Sommermonaten unvereister Hügel auf der Livingston-Insel im Archipel der Südlichen Shetlandinseln. Er überragt 665 m südwestlich des Sinemorets Hill das Ufer der South Bay mit dem Johnsons Dock im Südwesten und dem Bulgarian Beach im Nordosten. Er erstreckt sich über eine Länge von 420 m mit südsüdöstlicher-nordnordwestlicher Ausrichtung. Ausgehend von einer Breite von 250 m verjüngt er sich in nordnordwestlicher Richtung.
Bulgarische Wissenschaftler benannten ihn 1996 in Anlehnung an die Benennung des Kap Hespérides, dessen Namensgeber das spanische Polarforschungsschiff Hespérides ist. Das Advisory Committee on Antarctic Names übertrug 1997 die bulgarische Benennung ins Englische.